# Kyle Dugger
Kyle Dugger (Decatur, 22 marzo 1996) è un giocatore di football americano statunitense che milita nel ruolo di safety per i New England Patriots della National Football League (NFL).

## Carriera universitaria
Dugger al college giocò a football alla Lenoir–Rhyne University dal 2016 al 2019. Dopo avere passato la sua stagione come redshirt, poteva cioè allenarsi con la squadra ma non scendere in campo, divenne stabilmente titolare a partire dalla sua seconda annata. Dopo la sua ultima stagione fu premiato con il Cliff Harris Award come miglior difensore tra i piccoli istituti.

## Carriera professionistica

### New England Patriots
Dugger venne scelto nel corso del secondo giro (37º assoluto) del Draft NFL 2020 dai New England Patriots. Debuttò come professionista subentrando nella settimana 1 contro i Miami Dolphins e la settimana seguente contro i Seattle Seahawks mise a segno i primi 6 tackle. La sua stagione da rookie si concluse con 61 placcaggi in 14 presenze.
Nel diciassettesimo turno della stagione 2022 Dugger mise a segno un intercetto su Teddy Bridgewater dei Miami Dolphins ritornando il pallone per 39 yard in touchdown. Per questa prestazione fu premiato come miglior difensore della AFC della settimana. Chiuse la stagione guidando la NFL con 3 touchdown non offensivi.
Con il contratto in scadenza, il 5 marzo 2024 i Patriots annunciarono che avrebbero applicato la franchise tag su Dugger.

## Palmarès
- Difensore della AFC della settimana: 1

17ª del 2022